# Коздерка, Владислав
Владислав Коздерка (чеш. Vladislav Kozderka; род. 1947, Брно) — чешский трубач.
Родом из семьи музыкантов. С восьми лет начал заниматься на фортепиано, затем на скрипке, в 14 лет впервые взял в руки трубу. В 1968 году окончил Консерваторию Брно, ученик Бедржиха Дворжака, затем в 1972 г. — Академию музыки имени Яначека, класс Вацлава Паржика. С 1968 г. играл в Филармоническом оркестре Брно. В 1972 г. переселился в Прагу и поступил в оркестр Национального театра. В 1974 г. завоевал первую премию Международного музыкального фестиваля «Пражская весна» (опередив, в частности, получившего вторую премию Ги Туврона), в 1976 г. выиграл международный конкурс в Тулузе. С 1980 г. солист Пражского симфонического оркестра.